# قبة (هندسة رياضية)
في الهندسة، القبة (بالإنجليزية: cupola، جمعها cupolae) هي متعدد وجوه يتشكل من ربط مضلعين، أحدهما (القاعدة) له ضعف عدد حافات الآخر، بواسطة شريط متناوب من المثلثات المتساوية الساقين والمستطيلات. إذا كانت المثلثات متساوية الأضلاع والمستطيلات مربعات، في حين أن القاعدة والوجه المقابل لها هما مضلعان منتظمان، فإن القباب المثلثة والمربعة والمخمسة تُعتبر جميعها من بين مجسمات جونسون، ويمكن تشكيلها عن طريق أخذ أقسام من ذي الوجوه المكعبي الثماني وذي الوجوه المكعبي الثماني المعيني  ومكعب ذي الوجوه العشروني الاثني عشري المعيني، على الترتيب.
يمكن النظر إلى القبة على أنها موشور اختُزل فيه أحد المضلعات نصفيًا عن طريق دمج الرؤوس المتناوبة.
يمكن تمثيل القبة برمز شليفلي ممتد {n} || t{n} ، يمثل مضلعًا منتظمًا {n}  مربوط بمضلعه المبتور المُوَازي له، t{n}  أو {2n} .
القباب هي صناف فرعي من الموشورات المتوازية الوجهين.
يحتوي ثِنْوِيّاتها على شكل يشبه اللحام بين نصفَي حدئي وجوه نوني (n) التناظر وهرم نُونانيّ (2n) القاعدة.

## أمثلة
| n                               | 2              | 3                     | 4                           | 5                                 | 6                         | 7                         | 8                         |
| رمز شليفلي                      | {2} \|\| t{2}  | {3} \|\| t{3}         | {4} \|\| t{4}               | {5} \|\| t{5}                     | {6} \|\| t{6}             | {7} \|\| t{7}             | {8} \|\| t{8}             |
| ------------------------------- | -------------- | --------------------- | --------------------------- | --------------------------------- | ------------------------- | ------------------------- | ------------------------- |
| قباب                            | موشور مثلث     | قبة مثلثة             | قبة مربعة                   | قبة مخمسة                         | قبة مسدسة (مسطحة)         | قبة مسبعة (وجه غير منتظم) | قبة مثمنة (وجه غير منتظم) |
| متعددات الوجوه المتسقة المتعلقة | معيني الوجوه · | ذو وجوه مكعبي ثماني · | ذو وجوه مكعبي ثماني معيني · | ذو وجوه اثنا عشري عشروني معيني ‏ · | بلاط مسدسي مثلثي معيني ‏ · | بلاط مسبعي مثلثي معيني ‏ · | بلاط مثمني مثلثي معيني ‏ · |

"القباب المسدسة" المستوية في بلاط مسدسي مثلثي معيني

القباب المثلثة والمربعة والمخمسة هي القباب المحدبة غير التافهة الوحيدة ذات الوجوه المنتظمة: "القبة المسدسة" هي شكل مستو، ويمكن اعتبار الموشور المثلث "قبة" من الدرجة 2 (قبة قطعة مستقيمة ومربع). ومع ذلك، من الممكن إنشاء قباب ذات مضلعات عالية الدرجة ذات وجوه مثلثة ومستطيلة غير منتظمة.

## روابط خارجية
- Weisstein, Eric W. "Cupola". MathWorld (بالإنجليزية).
- Segmentotopes